# Conteúdo básico
Conteúdo básico é o conjunto de matérias do núcleo comum de aprendizado, a saber: língua portuguesa, matemática, ciências, geografia e história. Espera-se que o estudo destas matérias consiga abranger as três áreas do conhecimento cognitivo. Didaticamente podemos mencionar a área de línguas ou comunicação, a área de conhecimentos matemáticos ou ciências exatas e a área de conhecimento sociais ou a relação homem e mundo (geografia e história).